# Gerzkopf
Gerzkopf este o arie protejată (arie specială de conservare — SAC, sit de importanță comunitară — SCI) din Austria întinsă pe o suprafață de 90,83 ha, integral pe uscat.

## Localizare
Centrul sitului Gerzkopf este situat la coordonatele 47°27′43″N 13°25′47″E / 47.4619°N 13.4297°E.

## Înființare
Situl Gerzkopf a fost declarat sit de importanță comunitară în aprilie 2000 pentru a proteja un număr necunoscut de specii din flora spontană și fauna sălbatică aflate în arealul zonei. Situl a fost protejat și ca arie specială de conservare în iulie 2006.

## Biodiversitate
Situată în ecoregiunea alpină, aria protejată conține 11 habitate naturale: Lacuri și iazuri distrofice naturale, Râuri de munte și vegetația erbacee de pe malurile acestora, Pajiști alpine și boreale, Tufărișuri cu Pinus mugo și Rhododendron hirsutum (Mugo-Rhododendretum hirsuti), Formațiuni ierboase bogate în specii de Nardus, dezvoltate pe substraturi silicioase în zone montane (și în zone submontane, în Europa continentală), Liziere de ierburi înalte hidrofile de câmpie și de nivel montan până la alpin, Turbării de acoperire (* exclusiv pentru turbării active), Mlaștini turboase de tranziție și turbării mișcătoare, Depresiuni pe substraturi de turbă de Rhynchosporion, Mlaștini împădurite, Păduri acidofile de Picea de la nivel montan la nivel alpin (Vaccinio-Piceetea).
La baza desemnării sitului se află un număr nedeclarat de specii protejate.
Pe lângă speciile protejate, pe teritoriul sitului au mai fost identificate 7 specii de plante, 8 specii de păsări, 3 specii de amfibieni.